# Slabinska kila
Slabinska kila (lat. hernia lumbalis) rjeđi je tip kile trbušne stijenke i nastaje na mjestima gdje postoji prirodna slabost trbušne stijenke.

## Podjela
Hernia lumbalis (Bleichnerova kila): nalazi se u lumbalnom području. 
Sadrži sljedeće entitete:
- Petitova kila: kila koja prolazi kroz Petitov trokut (trigonum lumbale inferior). Nazvana je po francuskom kirurgu Jeanu Louisu Petitu (1674. – 1750.).

- Grynfelttova kila: kila koja prolazi kroz Grynfeltt-Lesshaft trokut (trigonum lumbale superior). Nazvana je po liječniku Josephu Grynfelttu (1840. – 1913.).